# 아베디스 도나베디안
아베디스 도나베디안(Avedis Donabedian)은 레바논 태생의 의사로, 근대적 의미에서의 의료의 질 관리 및 평과 방법과 의료에서의 품질 보증(Quality Assurance) 개념을 고안한 것으로 유명하다.

## 같이 보기
- 의료
- 의료관리학
- 도나베디안 모델
- 의료의 질에 따른 나라 목록

## 참고 문헌
- Donabedian, Avedis (1966). “Evaluating the Quality of Medical Care”. 《Part 2: Health Services Research I. A Series of Papers Commissioned by the Health Services Research Study Section of the United States Public Health Service. Discussed at a Conference Held in Chicago, October 15-16, 1965 (Jul., 1966)》 44 (3): 166-206. doi:10.2307/3348969.